# 柳澤伯夫
柳澤 伯夫（やなぎさわ はくお、1935年〈昭和10年〉8月18日 - ）は、日本の大蔵官僚、政治家。勲等は旭日大綬章。静岡県農業共済組合連合会会長理事、特定非営利活動法人日本茶インストラクター協会理事長。報道等では柳沢 伯夫とも表記される。
衆議院議員（8期）、国土庁長官（第31代）、金融再生担当大臣（小渕内閣）、金融再生委員会委員長（初・第7代）、金融担当大臣（初代）、自由民主党税制調査会会長、厚生労働大臣（第7代）、明治大学大学院グローバル・ビジネス研究科特別招聘教授、城西国際大学学長、社団法人日本茶業中央会会長、静岡県土地改良事業団体連合会会長、全国土地改良事業団体連合会理事、河村電器産業株式会社監査役（非常勤）などを現任・歴任。

## 来歴・人物
静岡県袋井市出身。静岡県立静岡高等学校に進学、新聞配達で学費・生活費を賄う。高校1年生の夏休みに母が死去、2学期から定時制に移り、昼も働く。2年次から地元に近い静岡県立掛川西高等学校に転校。当時は貧しさを題材にした石川啄木に励まされたという。進学した東京大学法学部ではマルクスらの社会主義に心酔した。しかし、大学4年生の時、池田勇人内閣が掲げた所得倍増計画に関する講義を受ける。社会主義にしかできないと思っていた貧困の克服が経済政策でも可能だと気付き感銘を受けた。
1961年、東京大学を卒業すると大蔵省（のち財務省）に2番目の成績で入省（大臣官房文書課配属）。田中六助内閣官房長官の秘書官を務めたことなどがきっかけで政界に転じた。
旧大蔵省（現財務省）の官僚から政治家に転身した後は、自民党の宏池会に所属し、衆議院文教委員長、国土庁長官、金融再生委員会委員長、金融担当大臣、厚生労働大臣を歴任。
学究活動としては、慶應義塾大学では講師として経済学部経済学科で金融資産市場論や中小企業金融論を講じた。また、明治大学では大学院の特別招聘教授に就任し、グローバル・ビジネス研究科にて教鞭を執った。
2009年8月の第45回衆議院議員総選挙にて静岡3区から立候補したが、小山展弘に敗れ落選した。政界を引退し、2010年4月より、城西国際大学の学長、河村電器産業株式会社監査役（非常勤）に就任する。
2011年1月31日、民主党の菅直人政権によって、社会保障と税の一体改革を議論する「集中検討会議」の有識者メンバーに選任されたことが発表された。

## エピソード

### 「産む機械」発言
2007年1月27日、島根県松江市で開かれた自民党県議の集会で人口統計学の話であると前置きをし、『これからの年金・福祉・医療の展望について』を議題に講演した際、少子化対策について、「機械って言っちゃ申し訳ないけど」「機械って言ってごめんなさいね」との言葉を挟みつつ、「15-50歳の女性の数は決まっている。産む機械、装置の数は決まっているから、あとは一人頭で頑張ってもらうしかない」などと語った。これが、「女性を機械に喩えた発言」として日本国内外で報じられた。柳澤は共同通信社の取材に対し、「人口統計学の話をしていて、イメージを分かりやすくするために子供を産み出す装置という言葉を使った」と説明し、発言自体は直後に取り消したと述べた。
野党は言葉狩りと批判されたが、大臣の辞任を要求し、2月1日の衆院予算委員会を欠席しするなど、審議拒否戦術を開始し、政争を始める理由に用いた。そのため、後述のように菅直人発言は問題視しないダブルスタンダードが指摘されている。柳澤は辞任せず、2007年8月の安倍改造内閣発足に伴い退任するまで厚生労働大臣を務めたが、柳澤の発言は安倍政権に対する女性の支持率を低下させる一因となった。政府は2月13日の閣議で、辻元清美（社民党）の質問主意書に答える形で、柳沢発言について「女性の方々を傷付ける不適切なものであり、その発言が厚労相の真意、または政府の方針であるかのような誤解を国民に与えたと考える」との答弁書を決定した。
橋下徹は、柳沢の発言を「比喩としては問題あるかもしれない。しかし『女性が子供を産む機械』だということを彼は言おうとしたわけじゃない。産まない人、産めない人を批判している言葉じゃないのに、勝手に逆手にとり『産めない人は欠陥なのか!?』、とか日本には国語力がそんなにないのか!」とマスコミの報道と発言を問題視する政治家・世論に疑問を呈した。眞鍋かをりは「全然気にならなかったのに、ここまで大きな問題になるのにビックリした。問題発言ではあるが、そんなこと本気で思っている人はいないし気にならない。というか相手にしなくっていいのでは？」と過剰反応だと述べた。西川史子も「私達は何とも思っていない」と批判一色のマスコミ報道に疑問を呈した。

### その他
若年層への世論調査に関する発言
2007年2月6日の記者会見で、政府による調査の結果で若い世代で「子どもは2人以上希望」が多数派だったことを引き合いに、「若い人たちは、結婚したい、子どもを2人以上持ちたいという極めて健全な状況にいる。若者の健全な希望にフィットした政策を出していくことが大事」と発言した。朝日新聞は「子どもは2人以上希望」することを健全と表現したことについて、「不適切、古い道徳観からくる発言」などの批判をした。
産科医の減少に関する発言
2007年2月7日、枝野幸男（民主党）の国会質問で、「医師の数が減っているのは産婦人科と外科医だけだがなぜだと思うか」と問われた際に、「産科の医師は出生数あたりでは減っているわけではない」「出生数の減少で医療ニーズがはっきり低減していることの反映」と回答した。この発言について、朝日新聞は訴訟リスクや24時間体制の勤務などに触れていなかったとして、産科医の反発を招いたと報道した。朝日新聞社は更に「出生数の減少以上に産科医と出産可能施設は減少している事実を見落としている」との批判もした。
工場労働に関する発言
2007年2月15日に行われた参議院の厚生労働委員会にて、ホワイトカラーエグゼンプション制度に関する答弁の中で、工場労働について「工場労働というかベルトコンベヤーの仕事、もう労働時間だけが売り物ですというようなところ」との発言を行った。民主党の川内博史は、2007年2月19日の衆議院予算委員会で「現場の努力が製造業の世界進出の原動力だ。時間だけが売り物ではない」と発言の撤回を要求し、共産党の市田忠義も「厚労相の国語力の問題ではなく、人間観が問われている。単なる失言ではない」と批判した。柳沢は、「全体を見てもらえば誤解が生じるとは思わないが、『だけ』という表現が、ある人々を傷つけるとの指摘なので、（議事録からの削除が）可能かどうかを相談したい」と述べた。
柳澤は「労働時間だけが売り物です」という発言部分を「労働時間で評価される」という文言に訂正し、「売り物」という発言の撤回と議事録からの削除を検討する考えを表明した。

### 人物
- 太田川護岸に柳澤大臣の夫人で版画家である紀子(武蔵野美術大学造形学部教授)の壁画が描かれるなど活動が疑問視されることがあり、2002年7月9日には衆議院財務金融委員会にて衆議院議員五十嵐文彦らが紀子の作品について伯夫に質問を行うなど、国会審議においても取り上げられている[24]。
- 政治家の年金未納問題が注目された際に年金の未納が発覚している。
- 座右の銘は「交友須帯三分侠気」。趣味は謡曲、オペラ鑑賞。鉄仮面を髣髴させる無愛想な顔がトレードマーク。
- 『アジア・ウィーク』誌において、「アジアのパワフルな政治家」第8位に選ばれ、『ビジネス・ウィーク』誌でも「アジアの星」に選ばれた。

- 道路特定財源を資金源とする道路運送経営研究会（道路特定財源の一般財源化に反対している）から献金を受けている。

## 家族・親族
- 妻・柳澤紀子[24]（版画家、武蔵野美術大学造形学部教授）
- 長女・柳澤花芽（野村総合研究所社長）
- 次女・柳澤田実（関西学院大学神学部准教授）

## 略歴

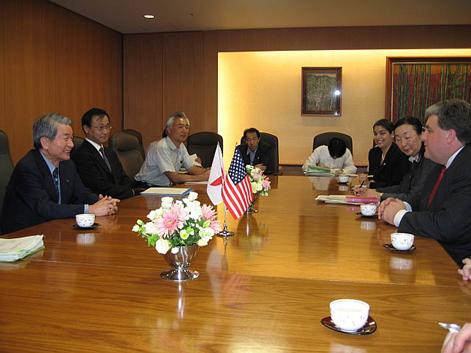
2007年7月11日、アメリカ合衆国保健福祉省副長官代理のエリック・ハーガンらと会談する柳澤

- 1954年 静岡県立掛川西高等学校を卒業。
- 1960年 国家公務員採用上級甲種試験（法律）合格。
- 1961年 東京大学法学部第2類（公法コース）を卒業、大蔵省入省（大臣官房文書課配属[3]）。
- 東海財務局、内閣審議室、銀行局特別金融課特別銀行係長[25]、防衛庁経理局などを務める[26]。
- 1967年 横須賀税務署長。
- 1968年 防衛庁経理局会計課部員（航空自衛隊予算担当）
- 1971年 外務省出向（ニューヨーク総領事館領事）。
- 1975年 大蔵省主税局税制第二課長補佐（総括・酒税）[27]。
- 1976年 大蔵省主税局総務課長補佐。
- 1977年 大蔵省大臣官房企画官。
- 1978年 大蔵省大臣官房参事官。
- 1978年 内閣官房長官秘書官となる。
- 1980年 衆議院議員に初当選。
- 1994年 外務政務次官。
- 1995年 衆議院文教委員長、行政改革推進本部事務局長となる。
- 1998年 国土庁長官、金融再生委員会委員長、衆議院厚生委員長となる。
- 2001年 金融担当大臣となる。
- 2002年 経済財政担当大臣・竹中平蔵との路線対立から金融担当大臣を更迭される。後任は竹中が兼任。
- 2003年 自由民主党政務調査会長代理に就任。
- 2003年 慶應義塾大学経済学部経済学科講師。
- 2005年 自由民主党税制調査会長に就任。
- 2006年9月 厚生労働大臣に就任。
- 2006年10月 新財政研究会副会長に再任。
- 2008年9月 2008年自由民主党総裁選挙で、与謝野馨（経済財政担当大臣）の選挙責任者となる。
- 2009年 明治大学大学院グローバル・ビジネス研究科特別招聘教授。
- 2010年 城西国際大学学長。

## 選挙歴
| 当落 | 選挙                   | 執行日         | 年齢 | 選挙区    | 政党       | 得票数     | 得票率 | 定数 | 得票順位 /候補者数 | 政党内比例順位 /政党当選者数 |
| ---- | ---------------------- | -------------- | ---- | --------- | ---------- | ---------- | ------ | ---- | ------------------ | ---------------------------- |
| 落   | 第35回衆議院議員総選挙 | 1979年10月07日 | 44   | 旧静岡3区 | 無所属     | 5万3443票  | 11.50% | 4    | 5/7                | /                            |
| 当   | 第36回衆議院議員総選挙 | 1980年06月22日 | 44   | 旧静岡3区 | 無所属     | 8万9458票  | 17.06% | 4    | 3/7                | /                            |
| 落   | 第37回衆議院議員総選挙 | 1983年12月18日 | 48   | 旧静岡3区 | 自由民主党 | 7万8975票  | 15.61% | 4    | 5/7                | /                            |
| 当   | 第38回衆議院議員総選挙 | 1986年07月06日 | 50   | 旧静岡3区 | 自由民主党 | 11万9915票 | 22.09% | 4    | 2/6                | /                            |
| 当   | 第39回衆議院議員総選挙 | 1990年02月18日 | 54   | 旧静岡3区 | 自由民主党 | 12万455票  | 20.27% | 4    | 3/6                | /                            |
| 当   | 第40回衆議院議員総選挙 | 1993年07月18日 | 57   | 旧静岡3区 | 自由民主党 | 9万6553票  | 17.16% | 4    | 4/6                | /                            |
| 当   | 第41回衆議院議員総選挙 | 1996年10月20日 | 61   | 静岡3区   | 自由民主党 | 11万6610票 | 55.32% | 1    | 1/3                | /                            |
| 当   | 第42回衆議院議員総選挙 | 2000年06月25日 | 64   | 静岡3区   | 自由民主党 | 14万242票  | 60.12% | 1    | 1/3                | /                            |
| 当   | 第43回衆議院議員総選挙 | 2003年11月09日 | 68   | 静岡3区   | 自由民主党 | 13万8508票 | 59.70% | 1    | 1/3                | /                            |
| 当   | 第44回衆議院議員総選挙 | 2005年09月11日 | 70   | 静岡3区   | 自由民主党 | 15万3500票 | 61.28% | 1    | 1/3                | /                            |
| 落   | 第45回衆議院議員総選挙 | 2009年08月30日 | 74   | 静岡3区   | 自由民主党 | 10万9120票 | 40.65% | 1    | 2/3                | /                            |

## 所属していた団体・議員連盟
- 音楽議員連盟(音議連)(四代目会長、文化芸術振興議員連盟)[28]
- 日本・ウクライナ友好議員連盟会長[29]
- 日本・ルーマニア友好議員連盟会長[30]
- 茶業振興議員連盟会長[31]
- 日韓議員連盟

## 栄典
- 2010年4月29日 旭日大綬章[32]。

## 著書
- 『赤字財政の10年と4人の総理たち』（日本生産性本部、1985年）
- 『平成金融危機　初代金融再生委員長の回顧』（日本経済新聞出版、2021年）